# Delta (Columbia Británica)
Delta (49°12′N 123°01′O / 49.200, -123.017) es una ciudad canadiense en la provincia de Columbia Británica.
Es parte del Área Metropolitana de Vancouver y pertenece al Distrito Regional del Gran Vancouver. Está situada en las márgenes del río Fraser. Su población es de aproximadamente 100,000 habitantes, y; cuenta con una extensión de 364 km².

## Transporte
Esta ciudad es servida por el Aeropuerto de Boundary Bay.

## Clima
| Parámetros climáticos promedio de Delta - Tsawwassen Beach (1987–2010) | Parámetros climáticos promedio de Delta - Tsawwassen Beach (1987–2010) | Parámetros climáticos promedio de Delta - Tsawwassen Beach (1987–2010) | Parámetros climáticos promedio de Delta - Tsawwassen Beach (1987–2010) | Parámetros climáticos promedio de Delta - Tsawwassen Beach (1987–2010) | Parámetros climáticos promedio de Delta - Tsawwassen Beach (1987–2010) | Parámetros climáticos promedio de Delta - Tsawwassen Beach (1987–2010) | Parámetros climáticos promedio de Delta - Tsawwassen Beach (1987–2010) | Parámetros climáticos promedio de Delta - Tsawwassen Beach (1987–2010) | Parámetros climáticos promedio de Delta - Tsawwassen Beach (1987–2010) | Parámetros climáticos promedio de Delta - Tsawwassen Beach (1987–2010) | Parámetros climáticos promedio de Delta - Tsawwassen Beach (1987–2010) | Parámetros climáticos promedio de Delta - Tsawwassen Beach (1987–2010) | Parámetros climáticos promedio de Delta - Tsawwassen Beach (1987–2010) |
| Mes                                                                    | Ene.                                                                   | Feb.                                                                   | Mar.                                                                   | Abr.                                                                   | May.                                                                   | Jun.                                                                   | Jul.                                                                   | Ago.                                                                   | Sep.                                                                   | Oct.                                                                   | Nov.                                                                   | Dic.                                                                   | Anual                                                                  |
| ---------------------------------------------------------------------- | ---------------------------------------------------------------------- | ---------------------------------------------------------------------- | ---------------------------------------------------------------------- | ---------------------------------------------------------------------- | ---------------------------------------------------------------------- | ---------------------------------------------------------------------- | ---------------------------------------------------------------------- | ---------------------------------------------------------------------- | ---------------------------------------------------------------------- | ---------------------------------------------------------------------- | ---------------------------------------------------------------------- | ---------------------------------------------------------------------- | ---------------------------------------------------------------------- |
| Temp. máx. abs. (°C)                                                   | 14.5                                                                   | 15.5                                                                   | 19.0                                                                   | 23.0                                                                   | 27.0                                                                   | 29.0                                                                   | 31.0                                                                   | 28.5                                                                   | 28.5                                                                   | 23.0                                                                   | 15.5                                                                   | 14.5                                                                   | 31.0                                                                   |
| Temp. máx. media (°C)                                                  | 7.2                                                                    | 8.2                                                                    | 10.5                                                                   | 13.5                                                                   | 16.8                                                                   | 19.6                                                                   | 21.7                                                                   | 21.5                                                                   | 18.4                                                                   | 13.4                                                                   | 9.5                                                                    | 7.1                                                                    | 13.9                                                                   |
| Temp. media (°C)                                                       | 5.1                                                                    | 5.8                                                                    | 7.7                                                                    | 10.4                                                                   | 13.4                                                                   | 16.0                                                                   | 17.9                                                                   | 17.9                                                                   | 15.3                                                                   | 11.2                                                                   | 7.5                                                                    | 5.1                                                                    | 11.1                                                                   |
| Temp. mín. media (°C)                                                  | 2.9                                                                    | 3.3                                                                    | 4.9                                                                    | 7.2                                                                    | 9.8                                                                    | 12.3                                                                   | 14.0                                                                   | 14.3                                                                   | 12.0                                                                   | 8.9                                                                    | 5.5                                                                    | 3.0                                                                    | 8.2                                                                    |
| Temp. mín. abs. (°C)                                                   | -9.5                                                                   | -12.0                                                                  | -4.5                                                                   | 0.0                                                                    | 3.5                                                                    | 7.0                                                                    | 9.5                                                                    | 10.0                                                                   | 6.5                                                                    | -1.5                                                                   | -9.0                                                                   | -11.5                                                                  | -12.0                                                                  |
| Precipitación total (mm)                                               | 134.6                                                                  | 80.4                                                                   | 78.5                                                                   | 67.9                                                                   | 52.2                                                                   | 42.6                                                                   | 30.5                                                                   | 28.7                                                                   | 39.8                                                                   | 101.3                                                                  | 145.1                                                                  | 125.9                                                                  | 927.5                                                                  |
| Lluvias (mm)                                                           | 124.3                                                                  | 77.1                                                                   | 77.0                                                                   | 67.9                                                                   | 52.2                                                                   | 42.6                                                                   | 30.5                                                                   | 28.7                                                                   | 39.8                                                                   | 101.0                                                                  | 142.7                                                                  | 116.3                                                                  | 900.1                                                                  |
| Nevadas (cm)                                                           | 10.4                                                                   | 3.3                                                                    | 1.6                                                                    | 0.0                                                                    | 0.0                                                                    | 0.0                                                                    | 0.0                                                                    | 0.0                                                                    | 0.0                                                                    | 0.3                                                                    | 2.4                                                                    | 9.6                                                                    | 27.6                                                                   |
| Días de precipitaciones (≥ 0.2 mm)                                     | 18.5                                                                   | 14.3                                                                   | 15.5                                                                   | 14.2                                                                   | 11.7                                                                   | 9.7                                                                    | 6.2                                                                    | 5.6                                                                    | 6.7                                                                    | 15.2                                                                   | 18.8                                                                   | 18.6                                                                   | 155                                                                    |
| Días de lluvias (≥ 1 mm)                                               | 17.7                                                                   | 13.9                                                                   | 15.5                                                                   | 14.2                                                                   | 11.7                                                                   | 9.7                                                                    | 6.2                                                                    | 5.6                                                                    | 6.7                                                                    | 15.2                                                                   | 18.5                                                                   | 17.5                                                                   | 152.4                                                                  |
| Días de nevadas (≥ 1 mm)                                               | 1.6                                                                    | 1.0                                                                    | 0.5                                                                    | 0.0                                                                    | 0.0                                                                    | 0.0                                                                    | 0.0                                                                    | 0.0                                                                    | 0.0                                                                    | 0.1                                                                    | 0.6                                                                    | 1.6                                                                    | 5.4                                                                    |
| Fuente: Environment Canada                                             |                                                                        |                                                                        |                                                                        |                                                                        |                                                                        |                                                                        |                                                                        |                                                                        |                                                                        |                                                                        |                                                                        |                                                                        |                                                                        |